# Alexeï Chtchoussev
Alexeï Viktorovitch Chtchoussev (en russe : Алексе́й Ви́кторович Щу́сев, en roumain : Aleksei Victorovici Șciusev, 26 septembre 1873 à Kichinev en Moldavie — 24 mai 1949 à Moscou) est un architecte russe et soviétique réputé dont l'œuvre peut être considérée comme une passerelle entre l'architecture d'un renouveau de la Russie impériale et le style impérial de Staline.

## Biographie
Chtchoussev fit ses études auprès de Léon Benois et Ilia Répine à l'Académie impériale des beaux-arts en 1891-1897. Il voyagea en Afrique du Nord et en Asie centrale entre 1894-1899. Chtchoussev fut un étudiant appliqué de l'art russe traditionaliste et gagna une reconnaissance publique avec son travail de restauration de l'église Saint-Basile à Ovroutch en Ukraine datant du XIIe siècle. Il se pencha sur l'architecture moscovite du XVe siècle pour dessiner la cathédrale de la Trinité à laure de Potchaïv et l'église commémorative sur le champ de bataille de Koulikovo. La famille impériale lui demanda ensuite de dessiner la cathédrale du couvent de Marthe-et-Marie à Moscou, fondé par la grande-duchesse Élisabeth. Il construisit alors un charmant édifice médiéval du plus pur style novgorodien (1908-12). 
Parallèlement, il conçut les plans de l’église russe de San Remo en Italie (consacrée en 1913)
Chtchoussev se lança en 1913 dans ce qui allait être son projet de plus grande échelle, quand il dessina et remporta le concours de la gare de Kazan à Moscou, terminus de la ligne du Transsibérien. Son style art nouveau fusionnait des éléments des tours du Kremlin avec de l'architecture tatare traditionnelle, produisant une des œuvres du renouveau russe la plus imaginative jamais réalisée. La construction de la gare s'étala néanmoins jusqu'en 1940.

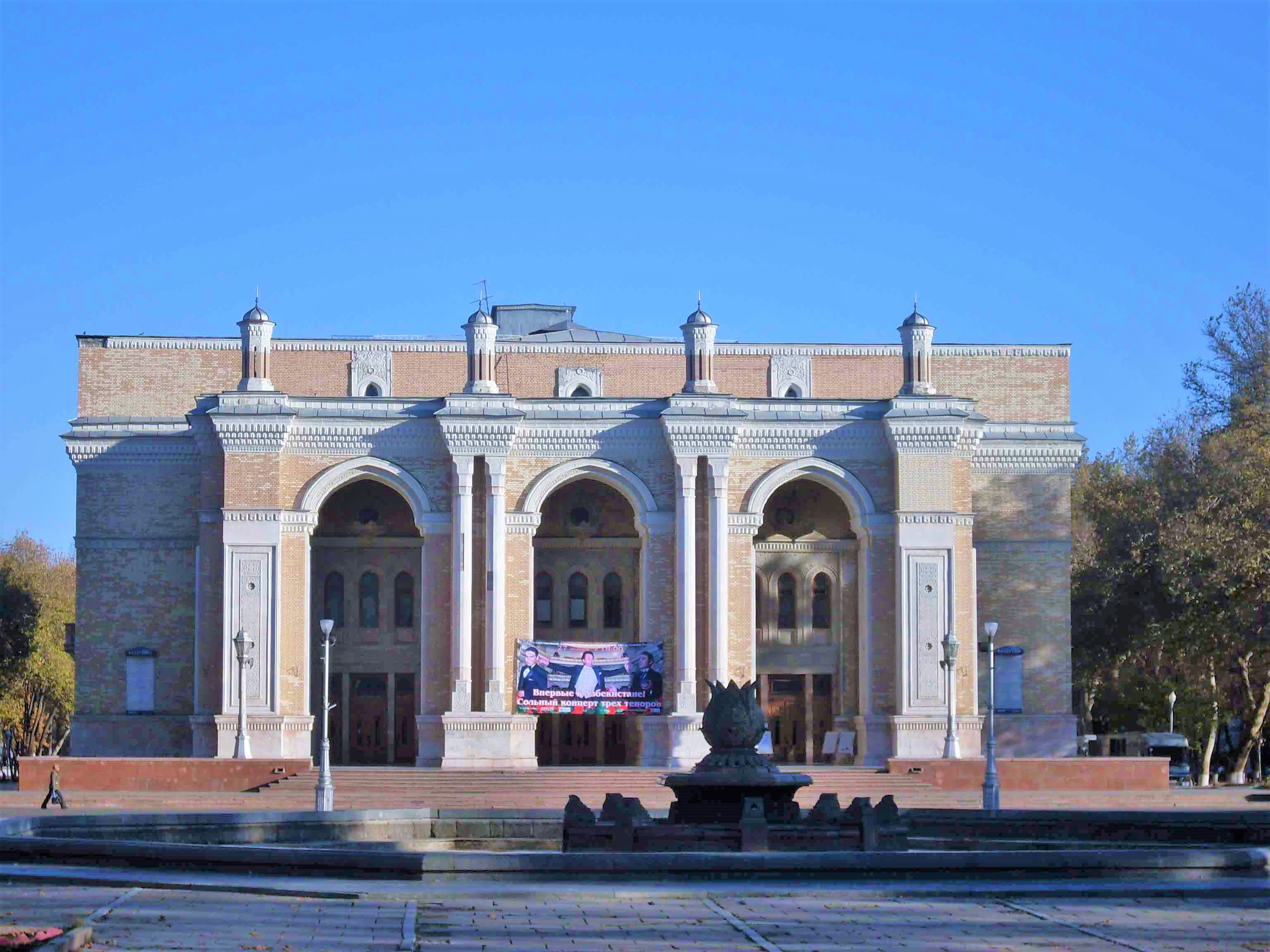
Façade de l'opéra Navoï de Tachkent

Après s'être brièvement essayé au néoclassicisme, Chtchoussev se tourna vers le constructivisme dans les années 1920. Dès la mort de Lénine en 1924, il se vit confier le projet de son mausolée,,. Quelques jours lui suffirent pour parvenir à une solution originale mêlant une architecture constructiviste avec des éléments caractéristiques d'anciens mausolées emblématiques comme les emmarchements des pyramides à degrés et de la tombe de Cyrus. D'autres bâtiments emblématiques du constructivisme dessinés par Chtchoussev furent celui du ministère de l'agriculture ou Narkomzem à Moscou (1928-1933) et l'Institut hôtelier à Sotchi (1927-1931), considéré comme ayant énormément influencé le sanatorium de Paimio d'Alvar Aalto.
Après le mausolée, Chtchoussev fut choyé par les autorités communistes. En 1926, il fut nommé directeur de la galerie Tretiakov. Il présida le groupe qui dessina les principaux ponts et immeubles de Moscou. Son nom fut attaché aux réalisations luxueuses comme l'hôtel Moskva à deux pas du Kremlin (1930-1938) ou le quartier général du NKVD sur la place Loubianka (1940-1947). Certains disent qu'il est à l'origine de l'idée des gratte-ciel néogothiques de Moscou.
Le débat sur la paternité de ces gratte-ciel staliniens reste ouvert : furent-ils des projets de la main de Chtchoussev ou furent-ils dessinés par ses disciples ? La discussion sur leurs mérites artistiques fut exacerbée quand les autorités moscovites ont annoncé leur intention de démolir l'hôtel Moskva en 2004. En fait tous ces projets, qu'ils eussent été exécutés pour Moscou, Tbilissi ou Tachkent, affichent immuablement un style chtchoussevien fait d'un mélange d'éléments néoclassiques et d'architecture nationale traditionaliste.
En 1946, Chtchoussev participe à la fondation du musée de l'architecture qui favorisa la préservation des vestiges d'églises et de monastères médiévaux démolis. Ses dernières réalisations d'importance furent la station Komsomolskaya du métro de Moscou dont la décoration s'inspire des églises moscovites du XVIIe siècle, et les plans de reconstruction de Novgorod après que l'ancienne cité fut détruite par les nazis (en reconnaissance, une des avenues modernes de Novgorod porte son nom). 
Il est professeur à l'école des arts appliqués Stroganov de Moscou en 1913-1918, à l'École de peinture, de sculpture et d'architecture de Moscou en 1914-1917, à l'école Vkhoutemas en 1920-1924 et à l'Institut d'architecture de Moscou (ru) en 1948-1949.
Chtchoussev mourut quatre ans après la fin de la Deuxième Guerre mondiale et fut inhumé au cimetière de Novodevitchi.
Chtchoussev reçut le prix Staline en 1941, en 1946 et en 1948, et à titre posthume en 1952. Il reçut aussi l'ordre de Lénine et autres ordres et médailles.